# كأس العالم لكرة السلة للسيدات 1983
كأس العالم لكرة السلة للنساء 1983 هو موسم من كأس العالم لكرة السلة للنساء. أقيم خلال الفترة 24 يوليو 1983 وحتى 6 أغسطس 1983، وشارك فيه  14 فريقاً، وفاز فيه منتخب الاتحاد السوفيتي الوطني لكرة السلة للنساء.